# Зіленен (Урі)
Зіленен (нім. Silenen UR) — громада  в Швейцарії в кантоні Урі.

## Географія
Громада розташована на відстані близько 95 км на схід від Берна, 11 км на південь від Альтдорфа.
Зіленен має площу 144,8 км², з яких на 0,9% дозволяється будівництво (житлове та будівництво доріг), 12,9% використовуються в сільськогосподарських цілях, 20,3% зайнято лісами, 65,9% не є продуктивними (річки, льодовики або гори).

## Демографія
2019 року в громаді мешкало 1957 осіб (-12,6% порівняно з 2010 роком), іноземців було 6,9%. Густота населення становила 14 осіб/км².
За віковим діапазоном населення розподілялося таким чином: 18,9% — особи молодші 20 років, 59,7% — особи у віці 20—64 років, 21,5% — особи у віці 65 років та старші. Було 800 помешкань (у середньому 2,4 особи в помешканні).
Із загальної кількості 433 працюючих 116 було зайнятих в первинному секторі, 139 — в обробній промисловості, 178 — в галузі послуг.